# DSA-376
La DSA-376 es una carretera perteneciente a la Red Secundaria de la Diputación Provincial de Salamanca, que une la autovía  A-62   E-80  con la carretera  SA-200 .
Atraviesa las localidades de Espeja y Campillo de Azaba.

## Origen y Destino
La carretera  DSA-376  tiene su origen en la intersección con las carreteras  A-62   E-80 ,  N-620  y  DSA-474  a su paso por el término municipal de Espeja y termina en la intersección  SA-200  en el término municipal de Campillo de Azaba. formando parte de la Red de carreteras de Salamanca.